# Johann Feige (Kanzler)

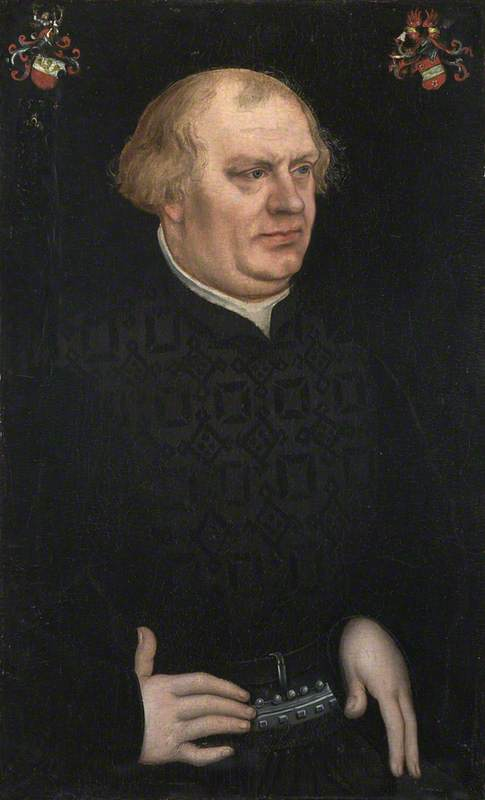
Kanzler Johann Feige von Lichtenau, Porträt von Lucas Cranach dem Älteren, 1524

Johann Feige (latinisiert Johannes Ficinus, * 1482 in Hessisch Lichtenau; † 20. März 1543 in Kassel) war ein hessischer Jurist und Staatsmann zur Zeit der Reformation.

## Leben
Seine Eltern waren Heinz Fyghe in Lichtenau und Margarethe geb. Mergart. Der Familienname „Feige“ geht auf die Abstammung von einer Frau namens „Sophie“ – Kurzform „Fye“ – zurück. Feige immatrikulierte sich 1501 an der Universität Erfurt, wo er Rechtswissenschaft studierte und eine sorgfältige humanistische Bildung erwarb. 1504 wurde er Kanzleischreiber des Landgrafen Wilhelm II. (1469–1509) von Hessen, später auch Hofgerichtsschreiber in Marburg. Als nach des Landgrafen Tod die Hessischen Landstände, Wilhelms Testament missachtend, die Regentschaft übernahmen, verließ Feige 1510 den hessischen Dienst; er wurde danach zu einem unbekannten Zeitpunkt, spätestens 1512, Sekretär des Würzburger Fürstbischofs Lorenz von Bibra.
Nachdem Landgräfin Anna (1485–1525), Witwe Wilhelms II. und Mutter des noch unmündigen Landgrafen Philipp I., im Februar 1514 den Regentschaftskonflikt mit den Landständen für sich entschieden und die Regierung übernommen hatte, rief sie Feige im Juli 1514 als Kanzler der Landgrafschaft Hessen nach Kassel zurück. Dieses Amt hatte er ohne Unterbrechung bis Dezember 1542 inne. In diesen 28 Jahren genoss er das uneingeschränkte Vertrauen, zuerst der Landgräfin Anna als Regentin und, ab 1518, als dieser selbst die Regierung antrat, des Landgrafen Philipp. Kaiser Maximilian I. erkannte dem hessischen Kanzler 1517 einen Wappenbrief zu, mit dem Kolbenturnierhelm, der dem Adel vorbehalten war: ein redendes Wappen, geteilt in den Farben des Hessischen Löwen, im oberen silbernen Feld drei Feigenstängel zeigend.

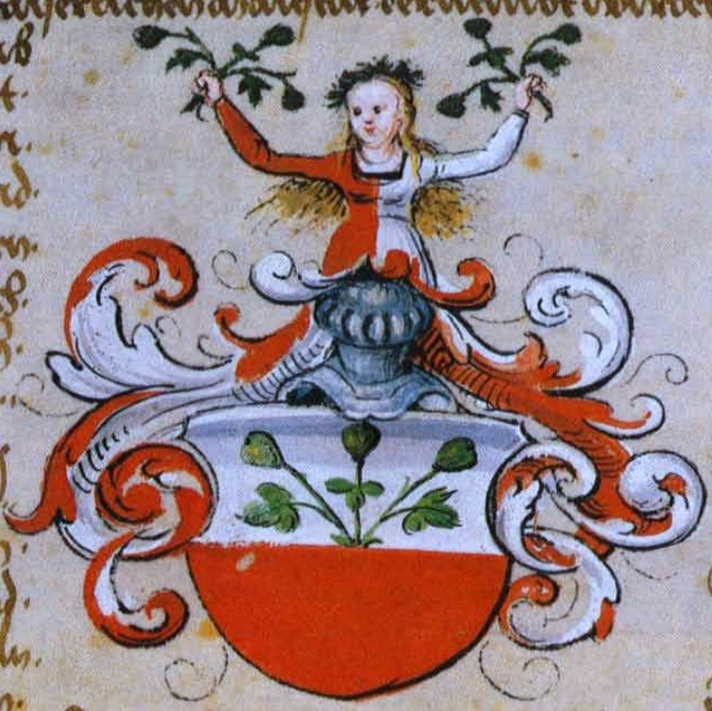
Feige-Wappen, 1517

Feige hielt 1526 die Eröffnungsrede zur Homberger Synode, mit der die Reformation in der Landgrafschaft Hessen eingeführt wurde. Er erwarb sich auch besondere Verdienste beim Aufbau der 1527 gegründeten Universität Marburg, deren erster Kanzler er war.

## Familie
Feige war zweimal verheiratet:
- 1518 Anna Sandmann († nach 2. November 1528), Tochter des Notars Dithmar Sandmann aus Korbach
- 1535 Katharina Nußpicker († 1590), Tochter des hessischen Kammermeisters Georg Nußpicker d. Ä. († 1525)

Seine Tochter Christine (* März 1537 in Marburg; † 5. April 1608 ebenda) heiratete am 21. November 1559 den hessischen Vizekanzler und späteren Kanzler von Hessen-Kassel Reinhard Scheffer, „den Älteren“ (1529–1587).
Sein Sohn Ludwig (1535–1584) wurde Assessor am Reichskammergericht und hessischer Rat und Hofgerichtsbeisitzer. Er heiratete 1569 Anna Schrendeisen, Tochter des 1530 geadelten Rentmeisters Hiob Schrendeisen zu Homberg an der Efze.
Der Sohn Johann (Hans) starb nach 1580/1583, in der Blüte seiner Jahre.
Der Sohn Heinrich († 1583) war Universitätsökonom in Marburg.
Graf Johann von Nassau-Dillenburg verkaufte 1576 an den hessischen Kanzler Reinhard Scheffer (namens seiner Frau Christina geb. Feige), an Dr. Ludwig Feige und seine Brüder Johann und Heinrich 447 Gulden 7 1/2 Albus jährlicher Geldrente, 26 Malter Korn und 50 Malter Hafer Gülte von den Einkünften des Amtes und Kellerei Driedorf um 12.000 Gulden. Die Rückzahlung konnte jeden Herbst (mit achtmonatlicher Kündigungsfrist) stattfinden.
1583 wurde von Feiges Kindern bzw. Erben folgender Handel geschlossen: Reinhard Scheffer, hessischer Kanzler, im Namen seiner Ehefrau, sowie die Brüder Dr. Ludwig, Johann und Heinrich Feige übertrugen ihre aus einer Verschreibung aus dem Amt Driedorf von Nassau herrührenden Einkünfte auf Graf Günther von Waldeck.